# مورتون داکوستا
مورتون داکوستا (انگلیسی: Morton DaCosta؛ ۷ مارس ۱۹۱۴ – ۲۶ ژانویهٔ ۱۹۸۹) یک هنرپیشه، کارگردان، تهیه‌کننده، و پدیدآور اهل ایالات متحده آمریکا بود.